# Starý Petřín
Starý Petřín település Csehországban, a Znojmói járásban. Starý Petřín Chvalatice, Podhradí nad Dyjí, Stálky, Podmyče, Bítov, Oslnovice, Šafov és Lančov településekkel határos. Lakosainak száma 231 fő (2024. január 1.).

## Népesség
A település lakosságának változását az alábbi diagram mutatja:
| Lakosok száma | 598  | 642  | 608  | 416  | 334  | 266  | 224  | 229  | 231  | 231  |
|               | 1869 | 1890 | 1921 | 1950 | 1980 | 2001 | 2017 | 2019 | 2022 | 2024 |